# عبدالستار مراد
عبدالستار مراد امیرقلی (زاده ۱۹۵۷ از ولایت پروان) سیاستمدار و وزیر سابق اقتصاد افغانستان در دولت وحدت ملی بوده‌است. وی که قبلاً یکی از اعضای گروه جمعیت اسلامی افغانستان بوده، به عنوان معاون اول وزیر امور خارجه دولت افغانستان در زمان حاکمیت مجاهدین کار کرده‌است. مراد تا سال ۲۰۰۲ به عنوان سفیر افغانستان در کشور مالزی بوده‌است. وی همچنین از سال ۲۰۰۴ الی ۲۰۰۷ والی ولایت کاپیسا در شمال کابل بوده‌است.